# سوگیری وضع موجود
سوگیری وضع موجود یا دگرگون گریزی (انگلیسی: Status quo bias) یک سوگیری ذهنی است که تمایل به حفظ وضع موجود را در فرد ایجاد می‌کند. در این سوگیری خط مشی فعلی (وضعیت فعلی) به عنوان یک موقعیت مرجع در نظر گرفته می‌شود و هر تغییری از این خط پایه به عنوان یک ضرر به حساب می‌آید. البته باید تفکیک قائل شد بین تورش وضع موجود و انتخاب‌های وضع موجودی که به دلیل اولویت‌های منطقی معلول عدم تقارن اطلاعات یا برتری عینی وضع موجود صورت می‌گیرد. با این حال تعداد زیادی از شواهد نشان می‌دهد که سوگیری دگرگون گریزی اغلب بر تصمیم‌گیری‌های انسانی تأثیر می‌گذارد.
سوگیری وضعیت موجود در حین اثر گذاری از دیگر رفتارهای نابخردانه (سوگیری‌ها) مانند زیان‌گریزی، اثر محبت و … اثر می‌پذیرد. شواهد تجربی برای تشخیص سوگیری وضعیت موجود از طریق استفاده از آزمون معکوس دیده می‌شود. در این زمینه آزمایشهای گسترده‌ای صورت گرفته‌است و مشاهده‌های میدانی زیادی وجود دارد. تصمیمات ما در رابطه با برنامه‌های بازنشستگی، بهداشت و انتخاب‌های اخلاقی، شواهدی از سوگیری وضعیت موجود است.

## مثال‌ها
کانمن، تیلر و ناتسچ آزمایش‌های موثقی برای توضیح این سوگیری طراحی کرده‌اند. ساموئلسون و زکاوسر سوگیری وضع موجود را با استفاده از یک پرسشنامه که در آن افراد با یک سری مشکلات تصمیم‌گیری مواجه شدند نشان دادند؛ در این پرسشنامه افراد به سوالات در دو حالت امکان انتخاب وضعیت موجود و عدم امکان آن به سوالات پاسخ دادند. وقتی که چنین موقعیتی برای آن‌ها ارائه شد، موضوع‌ها با وضعیت موجود باقی می‌ماند.
فرضیه انتخاب وظایف: در ادامه موضوعات مورد نظر انتخابی فرضیه ای ارائه شد که در آن هیچ وضعیت موجودی تعریف نشده‌است: شما یک خواننده جدی از صفحات مالی هستید، اما تا همین اواخر پول زیادی برای سرمایه‌گذاری نداشتید. این وقتی است که شما مبلغ زیادی از عمو بزرگ خود را به ارث برده‌اید و شما در حال بررسی سبدهای سرمایه‌گذاری ممکن هستید. انتخاب‌های شما برای سرمایه‌گذاری اینها هستند: شرکت‌هایی با ریسک متوسط، شرکت‌های پر ریسک، اوراق خزانه، اوراق قرضه شهرداری. در یک مسئله دیگر شرایط مشابه ای را در نظر می‌گیریم با این تفاوت که یک گزینه ربای وضعیت موجود (دگرگون گریزی) وجود دارد. در این مثال: بخش قابل توجهی از سبد سرمایه‌گذاری شما به سرمایه‌گذاری در شرکت‌های با ریسک متوسط تعلق می‌گیرد. نتیجه این که این جایگزین محبوب تری به‌شمار می‌آید وقتی که امکان حفظ وضع موجود در نظر گرفته شد.